# 霹靂貓·轟
《霹靂貓·轟》（英語：ThunderCats Roar）是卡通頻道工作室製作的美國動畫電視劇。華納兄弟動畫公司製作，於2020年2月22日首播。為經典動畫片《霹靂貓》的續作，兼衍生作品、重啟作品。
在2020年6月13日上午10 點整於台灣卡通頻道首播。
就如同《少年悍將GO！》一樣，劇情風格、節目畫風，更加放鬆、歡樂。但如此大幅度更動，也迎來褒貶不一的評價，同時也因其角色設計、幽默和角色塑造而受到原劇粉絲的批評，該劇僅製作一季後就被迫取消。

## 劇情開頭
「霹靂星」堪稱全宇宙最和諧的美麗淨土，但爆炸後便歸於虛無，但卻有一批人成功逃脫，他們就是霹靂貓們，這群霹靂貓是家鄉最後倖存者，他們穿梭在太空裡，隨後太空船，就隨便找了顆星球降落。

## 登場角色

### 主要角色
- 獅貓（Lion-O）

他成為這群霹靂貓的新首領，奧姆之劍是他的武器。
- 虎貓（Tygra）

他的武器是綁著球的鞭子，因此被他稱為「球鞭」。
- 猛貓（Panthro）

建造高手，身體強壯，武器為雙節棍。
- 小琪貓（WilyKit）／小凱貓（WilyKat）

這群霹靂貓之中，唯二的孩子。
- 怪貓（Snarf）

型態如同一隻普通的貓咪，品種不詳。

### 次要角色
- 機械熊（Berbils）

一群很友善的熊型機器人，最擅長幫人建造東西。
- 強力鑽（Snarf）

一個頭上有一塊鑽頭的機器人，依他在第６集《天生我材超有用》當中所說，他必須不斷挖掘尋找鑽石，否則頭上的鑽頭就會變鈍，就無法繼續尋找鑽石，但獅貓直接講出，這種不停重複沒有意義，結果對他造成心理打擊，覺得自己的人生沒意義，最終在猛貓，幫他修復造成他情緒不穩定線路，而使他對人生又感到有意義。

### 次要角色（敵人）

#### 變種人（Mutants）
- 蜥蜴人（Reptilians）

- 猴人（Simians）

- 狼人（Jackalmen）

- 禿鷹人（Vultureman）

- 鼠人（Ratar-O）

他們是霹靂貓的終極死對頭。

## 相關連結
- 卡通頻道亞洲版 YouTube 頻道｜Cartoon Network Asia YouTube Channel （页面存档备份，存于）
- 卡通頻道亞洲官方網站｜Cartoon Network Asia Website （页面存档备份，存于）
- 霹靂貓轟（電視劇） - IMDb
- 霹靂貓轟｜官方搶先看 預告片｜YouTube （页面存档备份，存于）